# Diocesi di Udon Thani
La diocesi di Udon Thani (in latino: Dioecesis Udonthaniensis) è una sede della Chiesa cattolica in Thailandia suffraganea dell'arcidiocesi di Thare e Nonseng. Nel 2022 contava 18.708 battezzati su 5.443.944 abitanti. È retta dal vescovo Joseph Luechai Thatwisai.

## Territorio
La diocesi comprende 5 province thailandesi: Khon Kaen, Loei, Nongbua Lamphu, Nong Khai e Udon Thani.
Sede vescovile è la città di Udon Thani, dove si trova la cattedrale di Nostra Signora del Perpetuo Soccorso.
Il territorio è suddiviso in 72 parrocchie.

## Storia
Il vicariato apostolico di Udonthani fu eretto il 7 maggio 1953 con la bolla Nos quibus di papa Pio XII, ricavandone il territorio dal vicariato apostolico di Thare (oggi arcidiocesi di Thare e Nonseng).
Il 18 dicembre 1965 il vicariato apostolico fu elevato a diocesi con la bolla Qui in fastigio di papa Paolo VI.
Il 2 luglio 1969 per effetto del decreto Cum Excellentissimus della Congregazione per l'evangelizzazione dei popoli ha assunto il nome attuale.

## Cronotassi dei vescovi
Si omettono i periodi di sede vacante non superiori ai 2 anni o non storicamente accertati.
- Clarence James Duhart, C.SS.R. † (1953 - 2 ottobre 1975 dimesso)
- George Yod Phimphisan, C.SS.R. † (2 ottobre 1975 - 14 novembre 2009 ritirato)
- Joseph Luechai Thatwisai, dal 14 novembre 2009

## Statistiche
La diocesi nel 2022 su una popolazione di 5.443.944 persone contava 18.708 battezzati, corrispondenti allo 0,3% del totale.
| anno | popolazione | popolazione | popolazione | presbiteri | presbiteri | presbiteri | presbiteri                | diaconi | religiosi | religiosi | parrocchie |
| anno | battezzati  | totale      | %           | numero     | secolari   | regolari   | battezzati per presbitero | diaconi | uomini    | donne     | parrocchie |
| ---- | ----------- | ----------- | ----------- | ---------- | ---------- | ---------- | ------------------------- | ------- | --------- | --------- | ---------- |
| 1970 | 9.655       | 2.005.642   | 0,5         | 21         |            | 21         | 459                       |         | 25        | 26        | 17         |
| 1980 | 13.002      | 3.777.885   | 0,3         | 23         | 1          | 22         | 565                       |         | 50        | 72        | 51         |
| 1990 | 16.565      | 4.804.503   | 0,3         | 27         | 3          | 24         | 613                       | 1       | 35        | 93        | 57         |
| 1999 | 15.208      | 5.267.331   | 0,3         | 31         | 9          | 22         | 490                       | 1       | 24        | 99        | 55         |
| 2000 | 15.415      | 5.284.691   | 0,3         | 33         | 10         | 23         | 467                       | 1       | 26        | 104       | 56         |
| 2001 | 15.612      | 5.285.002   | 0,3         | 31         | 9          | 22         | 503                       | 1       | 28        | 109       | 56         |
| 2002 | 15.801      | 5.285.002   | 0,3         | 33         | 10         | 23         | 478                       |         | 28        | 106       | 57         |
| 2003 | 16.265      | 5.317.240   | 0,3         | 38         | 12         | 26         | 428                       |         | 31        | 110       | 60         |
| 2004 | 16.359      | 5.318.718   | 0,3         | 41         | 12         | 29         | 399                       |         | 33        | 100       | 60         |
| 2010 | 16.822      | 5.371.000   | 0,3         | 44         | 19         | 25         | 382                       |         | 27        | 100       | 32         |
| 2014 | 18.204      | 5.377.000   | 0,3         | 45         | 16         | 29         | 404                       |         | 32        | 100       | 69         |
| 2017 | 19.263      | 5.527.000   | 0,3         | 52         | 20         | 32         | 370                       |         | 34        | 100       | 73         |
| 2020 | 19.943      | 5.491.650   | 0,4         | 63         | 35         | 28         | 316                       |         | 30        | 100       | 72         |
| 2022 | 18.708      | 5.443.944   | 0,3         | 63         | 34         | 29         | 296                       |         | 31        | 90        | 72         |